# 张维 (南宋)
张维，字振纲，一字仲钦，南剑州剑浦县（今福建省南平市延平区）人，南宋政治人物。

## 生平
南宋绍兴八年（1138年），张维中进士。曾先后任贺州司理参军、汀州军事推官、龙海县丞、左宣教郎、闽县知县、建康府通判、当涂县太守、广西南路提点刑狱公事、静江府知府、江南东路计度转运副使。

## 著作
著有《槃涧集》和《奏议》等。